# Villa de Arriaga
Villa de Arriaga es una localidad del estado mexicano de San Luis Potosí, cabecera del municipio homónimo.

## Geografía
Se encuentra en la ubicación 21°54′27″N 101°22′55″O / 21.90750, -101.38194, a una altura aproximada de 2100 m s. n. m.
La zona urbana ocupa una superficie de  2.691 km².

## Demografía
Según los datos registrados en el censo de 2020, la población de Villa de Arriaga es de 6126 habitantes, lo que representa un crecimiento promedio de 1.3% anual en el período 2010-2020 sobre la base de los 5426 habitantes registrados en el censo anterior. Al año 2020 la densidad poblacional era de 2276 hab/km².
| Gráfica de evolución demográfica de Villa de Arriaga entre 2000 y 2020 |
|                                                                        |
| Fuente: Instituto Nacional de Estadística Geografía e Informática      |

La población de Villa de Arriaga está mayoritariamente alfabetizada, (5.03% de personas mayores de 15 años analfabetas, según relevamiento del año 2020), con un grado de escolaridad en torno a los 7.5 años. Solo el 0.95% de la población se reconoce como indígena. 

El 98% de los habitantes de Villa de Arriaga profesa la religión católica.
En el año 2010 estaba clasificada como una localidad de grado alto de vulnerabilidad social. Según el relevamiento realizado, 2132 personas de 15 años o más no habían completado la educación básica, —carencia conocida como rezago educativo—, y 1989 personas no disponían de acceso a la salud.